# فيدارب - شاليني (مترو باريس)
فيدارب - شاليني (بالفرنسية: Faidherbe – Chaligny)‏ هي محطة مترو تابعة لمترو باريس تقع في فرنسا في الدائرة الحادية عشرة في باريس.[بحاجة لمصدر]